# Bisanthe menyharthi
Bisanthe menyharthi är en bönsyrseart som beskrevs av Brancsik 1895. Bisanthe menyharthi ingår i släktet Bisanthe och familjen Mantidae.

## Underarter
Arten delas in i följande underarter:
- B. m. raggei
- B. m. menyharthi